# Kanton Saint-Arnoult-en-Yvelines
Kanton Saint-Arnoult-en-Yvelines (fr. Canton de Saint-Arnoult-en-Yvelines) je francouzský kanton v departementu Yvelines v regionu Île-de-France. Skládá se ze 17 obcí.

## Obce kantonu
- Ablis
- Allainville
- Boinville-le-Gaillard
- Bonnelles
- Bullion
- La Celle-les-Bordes
- Clairefontaine-en-Yvelines
- Longvilliers
- Orsonville
- Paray-Douaville
- Ponthévrard
- Prunay-en-Yvelines
- Rochefort-en-Yvelines
- Saint-Arnoult-en-Yvelines
- Sainte-Mesme
- Saint-Martin-de-Bréthencourt
- Sonchamp